# Октябрьский путепровод
Октя́брьский путепрово́д (ранее неофициально Путепровод Ленречпорта; также в документах употребляется название путепровод в Ленречпорту) — путепровод в Невском районе Санкт-Петербурга. Переброшен по Октябрьской набережной над территорией бывшего Ленинградского речного порта.
Путепровод был построен в 1965 году в так называемом «Невском районе» Ленинградского речного порта (севернее улицы Дыбенко). Он позволил соединить пристань на Неве и промышленную зону на восточной стороне Октябрьской набережной. Мост представляет собой пятипролетное железобетонное сооружение длиной 114 метров.
В 2016 году началась застройка промзоны жильем, из-за чего первоначальный смысл путепровода пропал. Однако сносить его не намерены: согласно утвержденному проекту планировки квартала, он станет основным элементом развязки.
7 ноября 2018 года топонимическая комиссия рекомендовала присвоить этому путепроводу имя Октябрьский, по расположению на одноимённой набережной. 30 июля 2019 года название было официально утверждено.